# Porta di Bernoardo
La porta di Bernoardo (Bernwardstür) è una porta di bronzo a due battenti nel portale ovest della cattedrale di Hildesheim, datata intorno al 1015. La sua ricca decorazione di figure bibliche, tratte dalla Genesi e dalla vita di Gesù Cristo, è considerata il primo ciclo di immagini nella scultura tedesca. Per motivi di conservazione, le ante vengono aperte solo in occasioni speciali. La porta, che prende il nome dal suo committente, il vescovo Bernoardo di Hildesheim (983-1022), è considerata una delle principali opere d'arte ottoniana.

## Storia

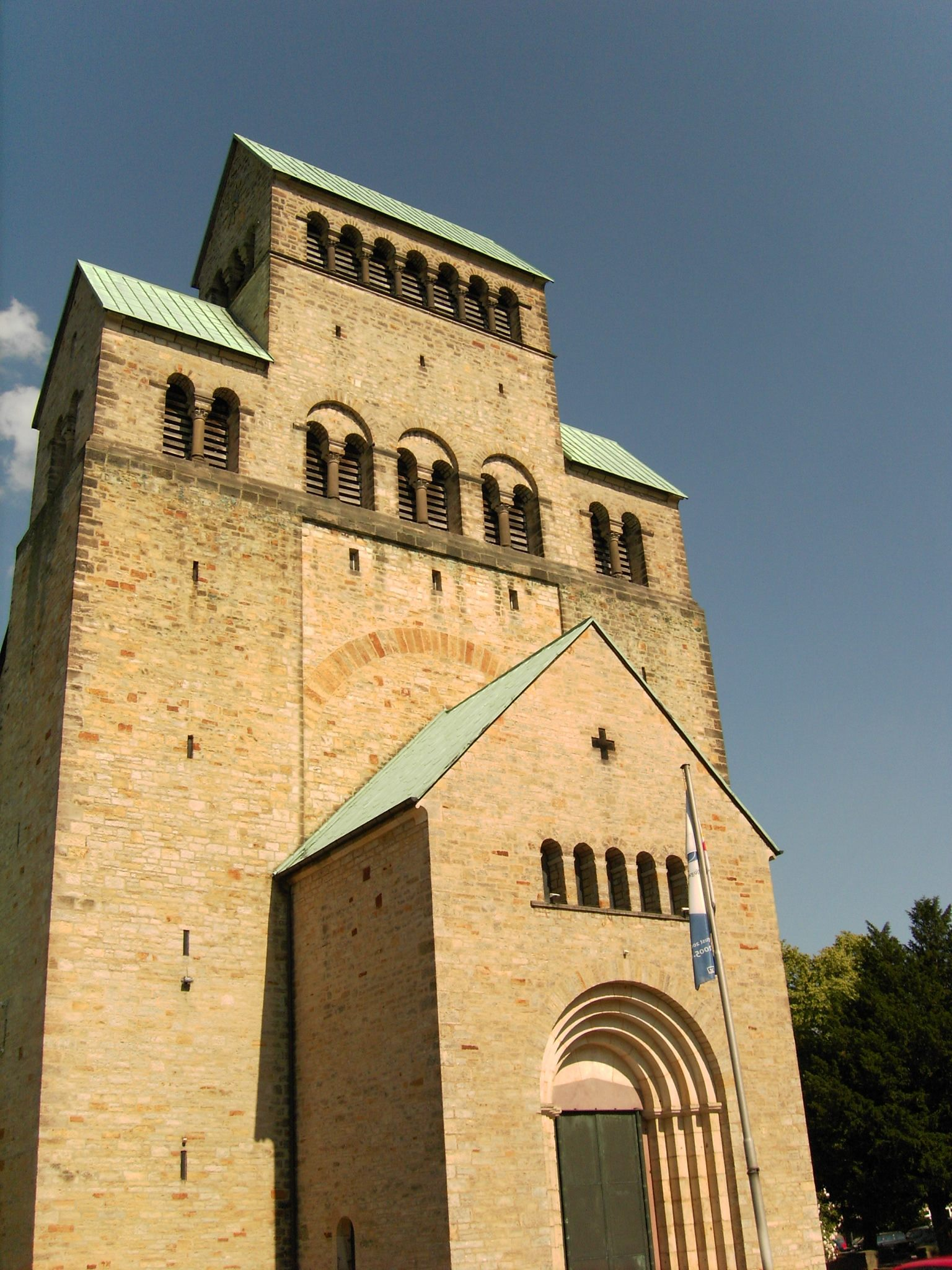
Westbau della cattedrale di Hildesheim (come nel 2005).

La porta, insieme alla colonna di Cristo, fa parte degli sforzi del vescovo Bernoardo per creare una supremazia culturale nella sua città episcopale attraverso l'eccellenza artistica come parte del rinnovamento dell'Impero Romano voluto dagli imperatori sassoni. Un'iscrizione latina sulla cornice trasversale centrale, incisa con Bernoardo ancora vivente, mostra l'anno 1015 come termine ante quem per la fabbricazione delle porte:
(Porta di Bernoardo, iscrizione centrale)
Il "tempio degli angeli" (templum angelicum) menzionato nell'iscrizione è identificabile con la chiesa di San Michele, fondata da Bernoardo. Secondo questa ipotesi, la porta si trovava sulla navata laterale meridionale, o nel chiostro o in un westbau non più esistente e venne trasferita in cattedrale dal vescovo Gottardo. Come indicato anche dal canonico e biografo Wolfhere, autore della biografia Vita Godehardi), nel 1035 Gottardo avrebbe creato un westbau alla cattedrale e avrebbe installato qui la porta del suo predecessore Bernoardo.
I risultati degli scavi del 2006 sembrano ora escludere che San Michele avesse un westbau. Per l'installazione della porta, invece, è più probabile che si consideri comunque il lato sud, dove sono stati scavati resti delle fondamenta di un nartece adiacente alla torre scalare occidentale. Altri ricercatori presumevano che la porta di Bernoardo fosse destinata alla cattedrale di Hildesheim sin dall'inizio, sebbene il westbau della cattedrale col vestibolo venne eretto dal vescovo Godehard solo nel 1035, come detto. Si presume che Bernoardo abbia comunque costruito un westbau per la cattedrale, il cui aspetto non può più essere ricostruito. Si può credere che Bernoardo abbia fatto demolire il precedente coro ovest e la cripta sottostante per fare spazio a un vestibolo rappresentativo, in cui installare la porta bronzea, oppure che abbia rielaborato le forme dell'abside ovest e del suo portale. Tuttavia, solo pochi resti di fondamenta sono a favore dell'ipotesi di un westbau bernoardiano nella cattedrale, dai quali è altrettanto difficile dedurre informazioni sulla sua forma esatta. Allo stesso modo, non ci sono fonti scritte per i lavori di costruzione della cattedrale da parte di Bernoardo. Pur ammettendo questa destinazione originale per la porta bronzea, essa sarebbe comunque variata quasi subito, poiché la cattedrale venne ampiamente ricostruita già sotto i successori di Bernoardo, cioè Gottardo, Azelin e Hezilo. La ricostruzione radicale delle parti occidentali negli anni 1842-1850 da parte dell'architetto Wilhelm Fricke ha ulteriormente complicato la situazione, anche perché il progetto non prevedeva una ripresa del progetto originale di Bernoardo, ma si ispirava al westbau del duomo di Minden. E di nuovo, il westbau della cattedrale è stato ampiamente ricostruito dopo i gravi danni causati dalle bombe nella seconda guerra mondiale.
I battenti sono sfuggiti al bombardamento su Hildesheim del 22 marzo 1945 solo perché, su iniziativa del capitolo della cattedrale, erano state trasferite quasi tre anni prima insieme a numerose altre opere d'arte degli arredi. A quel tempo le ante della porta, che pesavano tonnellate, dovettero essere posate sui loro lati lunghi e fissate in una stabile struttura di legno di due carri trainati da cavalli fino al cosiddetto Kehrwiederwall nel sud-est della città vecchia, dove sono sopravvissuti alla guerra in un passaggio sotterraneo. Nel corso dell'ampio restauro della cattedrale dal 2010 al 2014, la porta di Bernoardo è stata riposizionata, tornando dal muro esterno occidentale al suo posto originale nel muro dell'estremità orientale del "Paradiso" occidentale. Da allora, i due battenti sono tornati autoportanti, quindi girano da soli utilizzando lo storico perno in bronzo.

## Caratteristiche costruttive e tecniche
Le ante delle porte sono state fuse ciascuna da un unico pezzo. L'anta sinistra misura 472,0 × 125,0 cm, la destra 472,0 × 114,5 cm. Lo spessore massimo è di circa 3,5–4,5 cm e il peso è di circa 1,85 tonnellate (1850 kg) ciascuna. Il materiale con cui sono realizzate è il cosiddetto rotguss, noto anche come "canna di fucile", "ottone rosso" o "bronzo austriaco", un tipo di bronzo costituito principalmente da rame (oltre 80 %) e parti approssimativamente uguali di piombo, stagno e zinco. Tuttavia, le precedenti analisi dei materiali non hanno potuto chiarire da quale giacimento provengano i metalli utilizzati. Il sito di produzione siderurgica di Rammelsberg presso Goslar, già attivo all'epoca, è stato escluso.
Come i suoi predecessori ad Aquisgrana e Magonza, la porta di Bernoardo è stata prodotta utilizzando il processo a cera persa, il più impegnativo per i lavoratori dell'officina di fusione, poiché lo stampo di fusione poteva essere utilizzato solo una volta. Le singole scene del ciclo figurato furono eseguire dai modellisti su massicci pannelli di cera o sego e poi montati assieme in una cornice di ferro. Questo espediente è la più probabile causa delle lievi irregolarità nella fascia che divide le singole rappresentazioni. I maniglioni, a forma di teste di leone con un anello in bocca, non sono stati saldati in seguito, ma erano già presenti sullo stampo di cera. Analisi tecniche hanno dimostrato che lo stampo di argilla fu riempito di bronzo posizionato in piedi sul lato lungo, in modo che il metallo liquido potesse diffondersi al meglio. Fusioni successive o sovrapposte sulle porte hanno portato alla formazione di crepe nel metallo al momento del raffreddamento. La colata grezza era probabilmente ancora piuttosto grossolana, con sbavature metalliche nei punti di drenaggio. I condotti di scarico erano disseminati nello stampo di argilla e dovettero essere rimossi con uno scalpello a freddo assieme alle sbavature.

## Stile e composizione

### Concetto generale
La porta di Bernoardo ha la forma di un'antica porta a pannelli a telaio. In contrasto con gli originali romani, questo disegno a Hildesheim non è dovuto a una scelta formale, ma piuttosto a una citazione che ricorda l'antica tradizione. Inoltre, a causa della larghezza ridotta e del rilievo piatto, l'effetto delle cornici è notevolmente ridotto a favore delle scene di figure, in modo che assomiglino più alle strisce di un manoscritto contemporaneo, come nei Vangeli di Echternach.

### Composizione delle scene
La composizione delle singole scene, otto per anta per sedici scene in totale, è tanto semplice quanto efficace. In contrasto con le rappresentazioni sceniche dell'arte carolingia, gli artisti rinunciano a sfondi riccamente disegnati che simulano la spazialità. Le scene sono ambientate tra piante stilizzate (principalmente sull'ala sinistra) e architetture altrettanto idealizzate (principalmente sull'ala destra), dettagli eseguiti con minimo rilievo sullo sfondo. Inoltre, esistono solo dove sono necessari per comprendere la scena o per ragioni di composizione. Invece, grandi spazi vuoti e lisci mettono in risalto i contorni delle poche figure che si muovono tra essi particolarmente bene. Alexander von Reitzenstein ha definito gli spazi pittorici vuoti il "campo di attività dei gesti corrispondenti". Attraverso i loro movimenti e gesti espressivi, ogni personaggio è in relazione con un altro, difficilmente una singola figura sarebbe concepibile senza la sua controparte, altrimenti perderebbe il suo significato.

### Personaggi

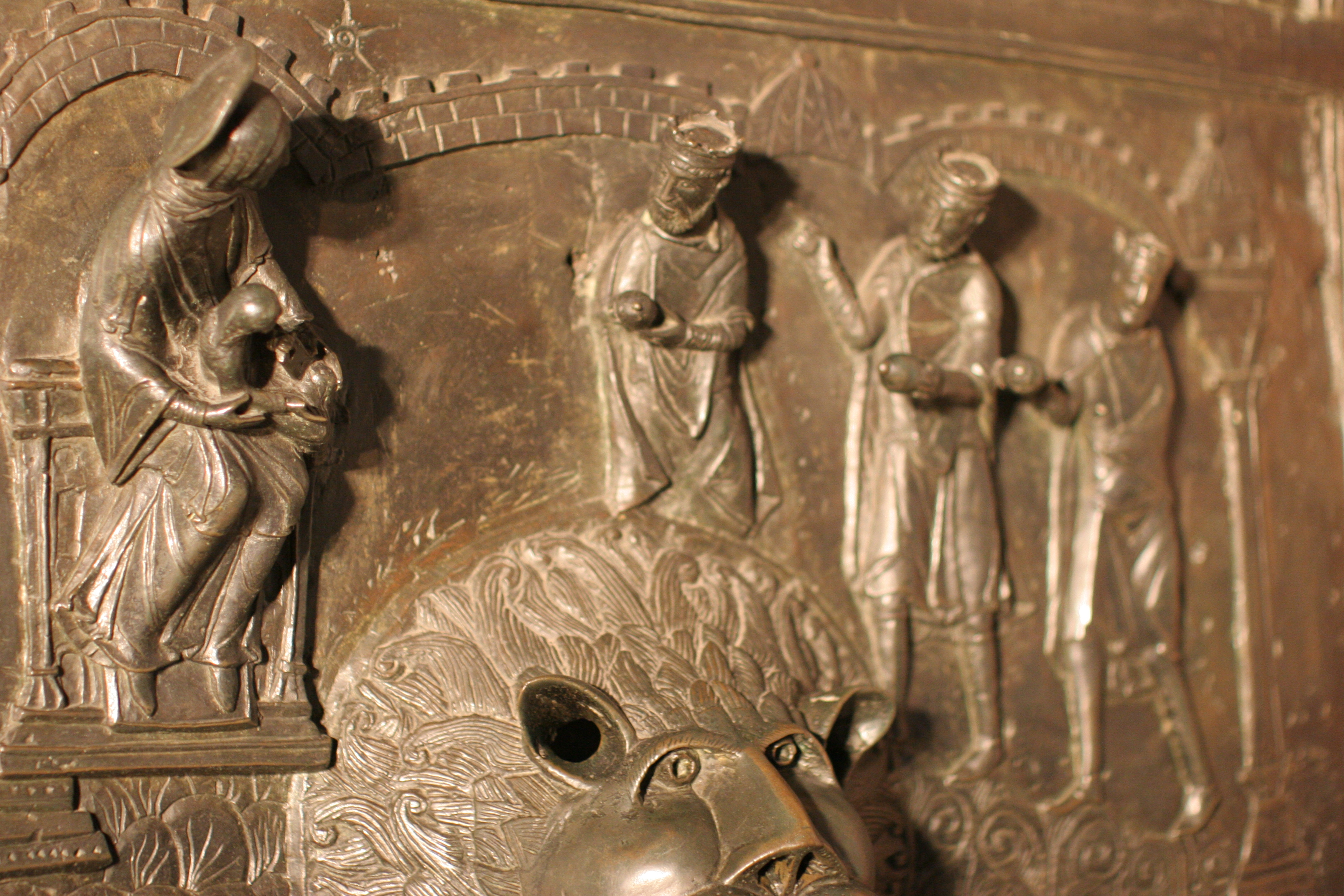
Particolare dell'ala destra: L'Adorazione dei Magi

Come è consuetudine nell'arte medievale, le figure non hanno fisionomie individuali, piuttosto sono tipi stilizzati che si ripetono parzialmente. I volti sono ovali, sproporzionati in grandezza, caratteristici della scultura ottoniana. Occhi grandi a mandorla si trovano in orbite poco profonde, che sono chiuse da un arco sopracciliare a spigoli vivi sulla fronte. I capelli sono costituiti da ciocche parallele e sono pettinati nella parte centrale. Tuttavia, le espressioni facciali a volte sono molto espressive e funzionano bene insieme ai gesti. Particolarmente evidente in questo contesto è la figura di Caino dalla scena del fratricidio, che alza gli occhi alla mano di Dio nel cielo con occhi spalancati e impauriti mentre tiene il mantello davanti al corpo per proteggersi.
Una particolarità delle figure sulla porta di Bernoardo è il loro stile in rilievo: le figure non emergono in modo uniforme dalla superficie, ma piuttosto "sporgono" fuori da essa, in modo che nella vista laterale piatta danno quasi l'impressione di una "rosa a traliccio". Un esempio particolarmente significativo è la figura di Maria con il bambino Gesù nella scena dell'Adorazione dei Magi: mentre la parte inferiore del corpo è ancora lavorata come un bassorilievo, la parte superiore del corpo e Cristo sporgono sempre più in alto; Infine, la spalla e la testa di Maria sono tridimensionali, ad altorilievo. Questo insolito stile in rilievo è decisamente intenzionale, una deliberata scelta artistica che non può essere ricondotta a ragioni legate alla fusione.

### Domanda principale
Contrariamente al portale meridionale della cattedrale di Magonza, non è pervenuto il nome del maestro della porta di Bernoardo. Ciò ha portato la ricerca a credere che sia il prodotto di un numero variabile di diversi maestri, anche sulla base di analisi stilistiche dei singoli campi delle ante. Rainer Kahsnitz ha messo in discussione queste attribuzioni, poiché le differenze nell'elaborazione dei rilievi sono così lievi che sono più dovute a necessità tecniche che a diverse concezioni artistiche. È possibile che nella fabbricazione della porta di Bernoardo sia stato coinvolto un solo maestro, ma affiancato da un piccolo gruppo di operai e assistenti.

## Iconografia
La Bernwardstür contiene il più antico ciclo monumentale di immagini della scultura tedesca. Segue un programma pittorico storico-salvifico e tipologico. I sedici campi mostrano scene dell'Antico Testamento (sulla porta di sinistra) e del Nuovo Testamento (sulla porta di destra). A sinistra, scendendo dall'alto, è mostrata la storia della distanza crescente degli uomini da Dio (la Creazione, la Caduta dell'uomo, il fratricidio di Caino e Abele), sulla destra, salendo dal basso, si legge invece l'opera redentrice di Cristo, dall'Annunciazione, alla Natività, poi attraverso la Passione fino alla Resurrezione. Il metodo narrativo di rappresentare diverse parti successive di una storia biblica in uno stesso campo di immagini corrisponde alla pratica contemporanea miniatoria dei libri. Di conseguenza, Adamo appare due volte nella scena del suo risveglio da parte del Creatore e la mela cinque volte nella scena della caduta.
Le raffigurazioni dell'ala destra della porta, dove la Passione e la Risurrezione seguono immediatamente la nascita e l'infanzia di Gesù, sono tematicamente integrate dalla narrazione per immagini della sua vita pubblica sulla colonna di Cristo, anch'essa donata da Bernoardo e rimasta fino al XVIII secolo nel coro est di San Michele.
Oltre alla lettura cronologica, possono essere posti in relazione tipologica anche i campi immagine contrapposti, in ricerca di una concordanza tra Vecchio Testamento e Nuovo Testamento (concordantia veteris et novi testamenti). Le interpretazioni sono in gran parte basate sugli scritti teologici dei Padri della Chiesa, in particolare sant'Agostino.

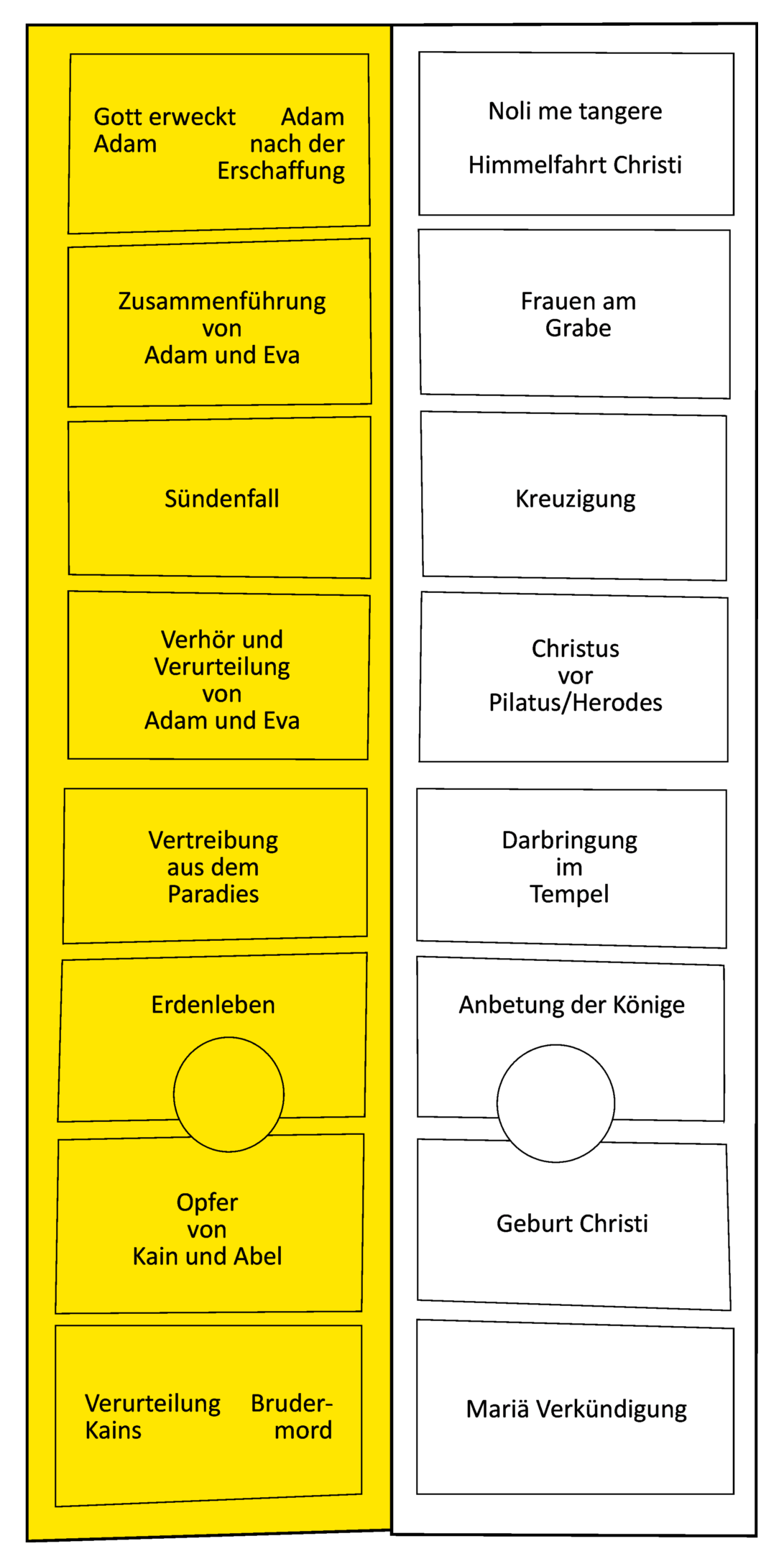
Programma iconografico della porta di Bernoardo.

| Ala sinistra (1. Libro di Mosè)                          | Ala destra (Vita di Gesù Cristo)       | Connessione tipologica |
| -------------------------------------------------------- | -------------------------------------- | --- |
| Dio dà vita ad Adamo, Adamo rende omaggio (? ) Dio Padre | Noli me tangere / Ascensione di Cristo | Il risveglio Adamo prefigura il Cristo risorto. |
| Incontro di Adamo con Eva                                | Donne al sepolcro                      | Adamo ed Eva come coppia corrispondono a Cristo e alle donne sulla tomba, che sono interpretate in senso figurato come "Spose di Cristo". |
| Caduta dell'uomo                                         | Crocifissione di Cristo                | La caduta dell'uomo è il punto di partenza del peccato originale, che viene redento dalla morte sacrificale di Cristo sulla croce 15. |
| Interrogatorio e giudizio di Adamo ed Eva                | Cristo davanti a Pilato / Erode        | Mentre la condanna dei primogenitori annuncia l'inizio del mondo empio, peccaminoso e doloroso, la condanna di Cristo preannuncia l'imminente redenzione attraverso il sacrificio sulla croce. Adamo ed Eva rifiutano la propria colpa, Cristo si assume la colpa degli altri. |
| Cacciata dal paradiso                                    | Offerta nel tempio                     | Mentre Adamo ed Eva vengono scacciati dalla “casa di Dio” a causa della loro peccaminosità, Cristo apre il ritorno al paradiso per i suoi seguaci attraverso l'offerta nel tempio.                                                                                             |
| Vita terrestre di Adamo ed Eva                           | Adorazione dei Magi                    | Maria come la "nuova Eva", che supera la disobbedienza di Eva alla caduta per la sua stessa obbedienza a Dio. |
| Sacrificio di Caino e Abele                              | Nascita di Cristo                      | L'agnello che Abele offre a Dio è un promemoria dell'incarnazione di Dio in Cristo e della sua divina intoccabilità. |
| Il fratricidio di Caino                                  | Annunciazione                          | Il giusto Abele ucciso indica Cristo attraverso il suo sangue, che Dio ha ricevuto durante la sua incarnazione. |

## Modelli e derivati

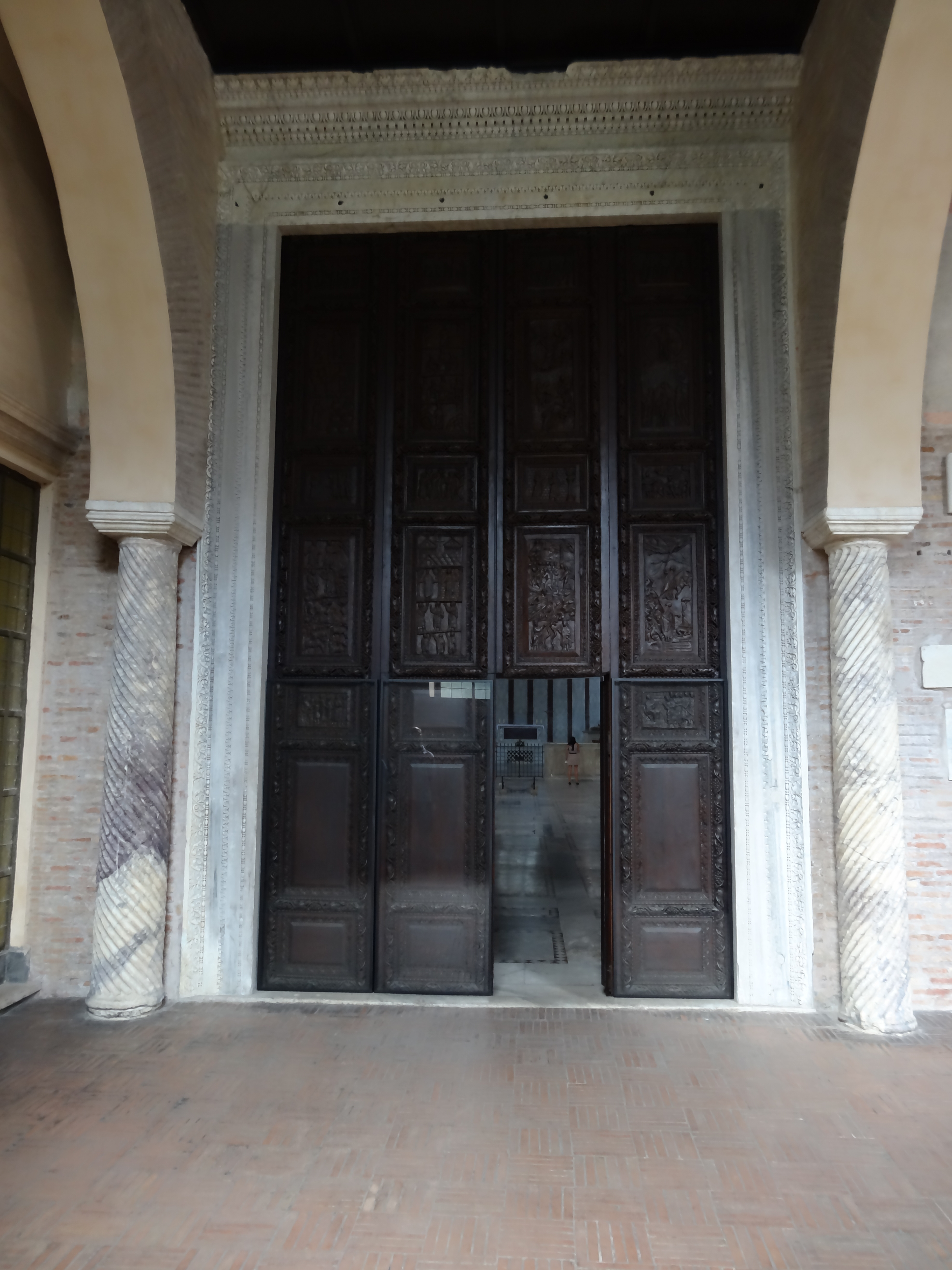
Porte in legno della basilica di Santa Sabina a Roma, 430 circa.

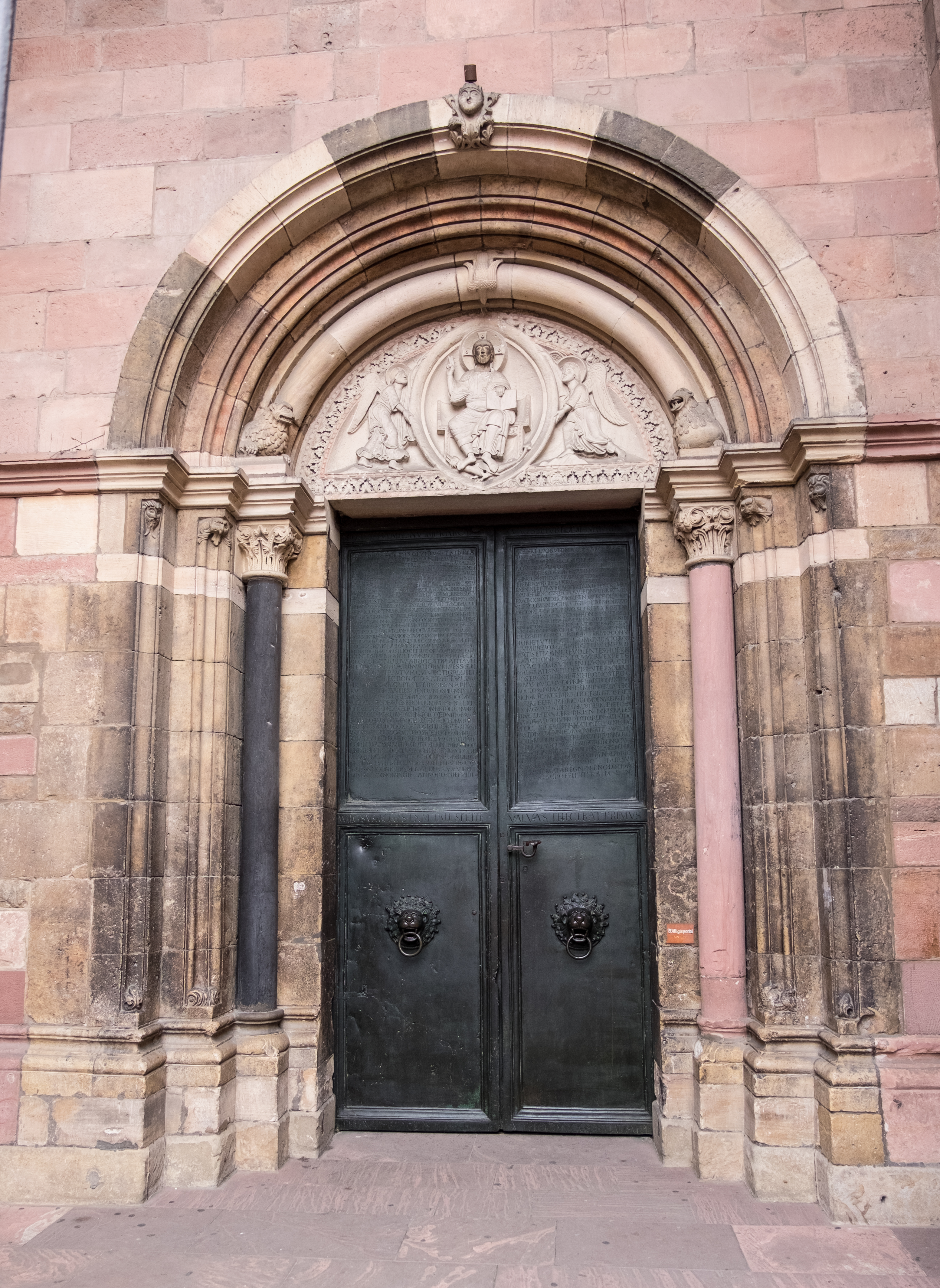
Porte in bronzo sul portale del mercato della cattedrale di Magonza, intorno al 1009.

Per la tipologia delle porte di Hildesheim come anta a telaio sul modello romano, così come per la scelta del materiale, vengono proposti diversi riferimenti. Eccezionali esempi di monumentali fusioni in bronzo sono stati trovati nelle porte della Cappella Palatina di Aquisgrana (intorno all'800) e nel portale del mercato della cattedrale di Magonza, le cui porte l'arcivescovo Villigiso aveva realizzato intorno al 1009 per mezzo del fonditore Berenger. Tuttavia, ad eccezione dei maniglioni a forma di teste di leone, queste porte non avevano ancora alcun ornamento figurato. Come riporta il biografo Tangmaro nella Vita Bernwardi, il vescovo Bernoardo visse, durante il suo soggiorno a Roma nel 1001-1002, prima nell'ostello della Schola Francorum in Vaticano e poi nel palazzo imperiale sul Palatino. Questo gli diede l'opportunità di studiare la monumentale porta di bronzo all'ingresso della basilica di San Pietro di Costantino. È possibile che abbia visto anche le porte lignee tardoantiche di Santa Sabina, databili intorno al 430, con il loro ciclo di rilievi in cui sono tipologicamente giustapposte scene dell'Antico e del Nuovo Testamento. Possibili modelli sono anche le porte tardoantiche di Sant'Ambrogio a Milano.
Per quanto riguarda la composizione dei campi e delle figure nella porta sinistra, Franz Dibelius fu il primo a notare chiari parallelismi con le raffigurazioni della miniatura della bottega di corte di Carlo il Calvo. Alcune scene delle porte di Hildesheim, ad esempio la creazione di Adamo o la vita terrena di Adamo ed Eva, dal punto di vista compositivo sono quasi identiche ai dipinti della cosiddetta Bibbia di Moutier-Grandval (Londra, British Library, Ms Add. 10546). È significativo che questo manoscritto tardo carolingio, creato intorno all'840, provenga da Tours, dove Bernoardo viaggiò nel 1006, per tornare a Hildesheim un anno dopo con preziose reliquie per il crocifisso d'argento di Bernoardo. Si possono trovare stretti parallelismi anche con altri importanti e magnifici manoscritti del IX secolo: una bibbia di Alcuino di York risalente all'800 circa (Bamberg State Library, Msc. Bibl.1) e la Bibbia di San Paolo fuori le mura (Roma, Abbazia di San Paolo fuori le mura) realizzata nell'877 nell'abbazia di Corbie. Che Bernoardo abbia portato con sé una copia di una delle famose bibbie francesi dai suoi viaggi non è mai stato provato, ma è probabile. Per esempio, l'avorio della copertina del Messale di Stammheim potrebbe provenire da una Bibbia fabbricata a Tours in possesso di Bernoardo. Rudolf Wesenberg ha anche indicato alcuni affreschi in San Paolo fuori le mura e San Pietro che Bernoardo avrebbe potuto vedere durante il suo viaggio a Roma.
Dopo l'esecuzione della porta di Bernoardo, furono costruite una serie di altre porte medievali in bronzo, senza però alcun legame riconoscibile con Hildesheim. Anche la tecnica della fusione completa non ha prevalso, perché le porte di questo tipo più importanti, come la porta di bronzo della cattedrale di Augusta (XI secolo), le porte di San Zeno Maggiore a Verona (XI-XII secolo) e quelle della cattedrale di Santa Sofia a Velikij Novgorod (1152-1154), sono costituite da una base in legno su cui sono fissati i rilievi in bronzo. Per il portale ovest della Pauluskirche a Worms, lo scultore Lorenz Gedon ha creato una replica dettagliata della porta di Bernoardo nel 1881; A differenza dell'originale, tuttavia, questa è realizzato in ghisa e, per ragioni di spazio, i due campi più in alto mancano su entrambe le ali.

## Significato liturgico
L'Ordinario della cattedrale di Hildesheim del 1473 descrive un rito da effettuarsi ai Vespri del mercoledì delle ceneri, durante il quale il vescovo effettuava la dispersione delle ceneri e l'espulsione dei penitenti pubblici attraverso la porta sud-occidentale della chiesa, dopodiché lasciava la cattedrale a piedi nudi con il clero attraverso le grandi porte di bronzo, per poi rientrare attraverso di esse dopo aver girato attorno all'edificio. Il riferimento al rito di espulsione dei penitenti in Quaresima, basato sull'esempio della cacciata dei angeli ribelli dal Paradiso, compare nel programma iconografico della porta stessa.
Le immagini dell'anta sinistra con la creazione dell'uomo, la caduta dell'uomo e la storia di Caino e Abele corrispondono alla lettura del breviario (Gn 1-5,5) della domenica settuagesima e della settimana successiva, con la quale si introduce la Quaresima. Si può quindi credere che la porta sia stata utilizzata nella sua posizione originale anche per istruire i penitenti che dovevano soggiornare nell'anticamera (nartece o, in questo caso, "paradiso") della chiesa durante la Quaresima.

## Galleria d'immagini

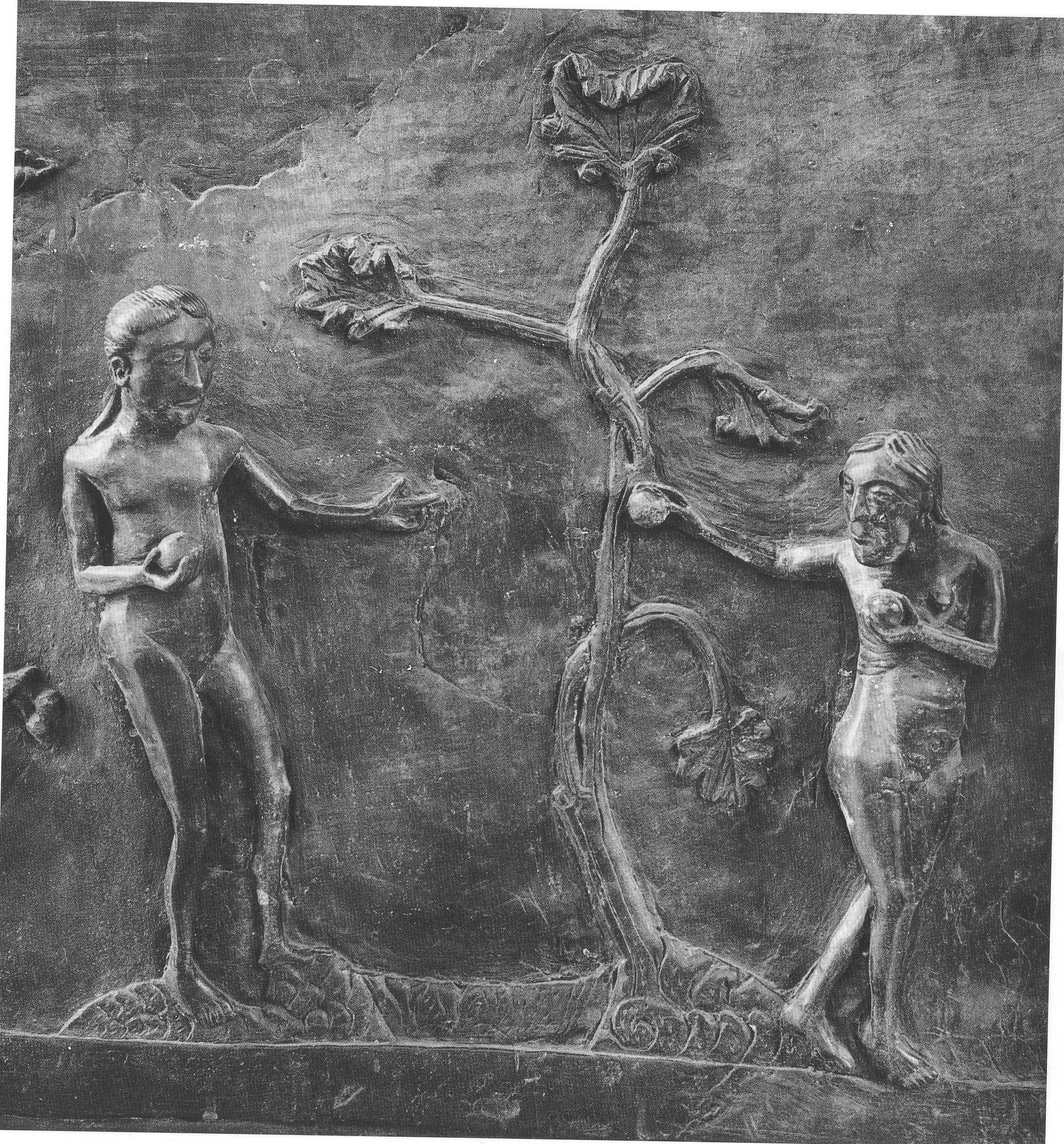
Adamo ed Eva
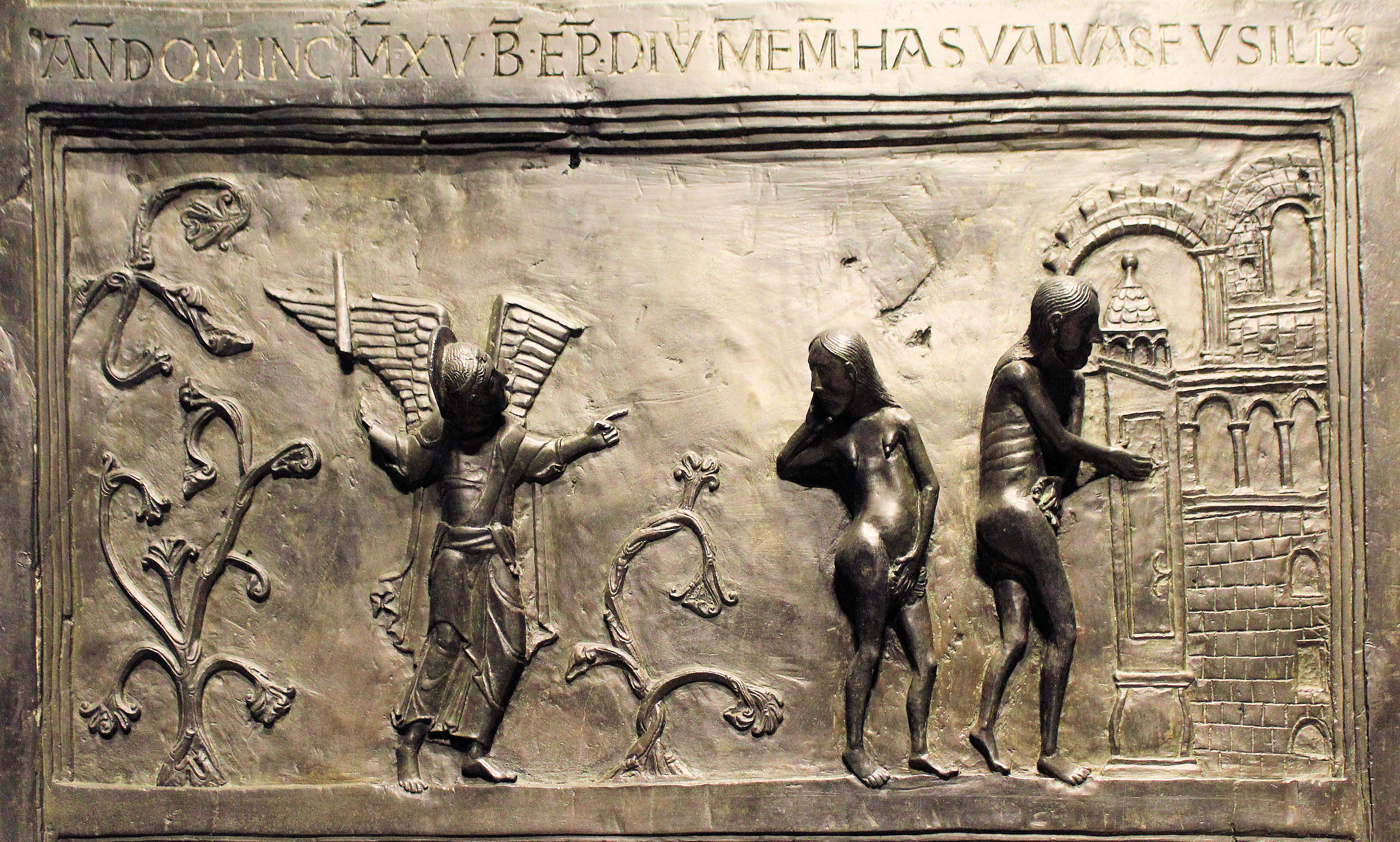
Cacciata dal Paradiso
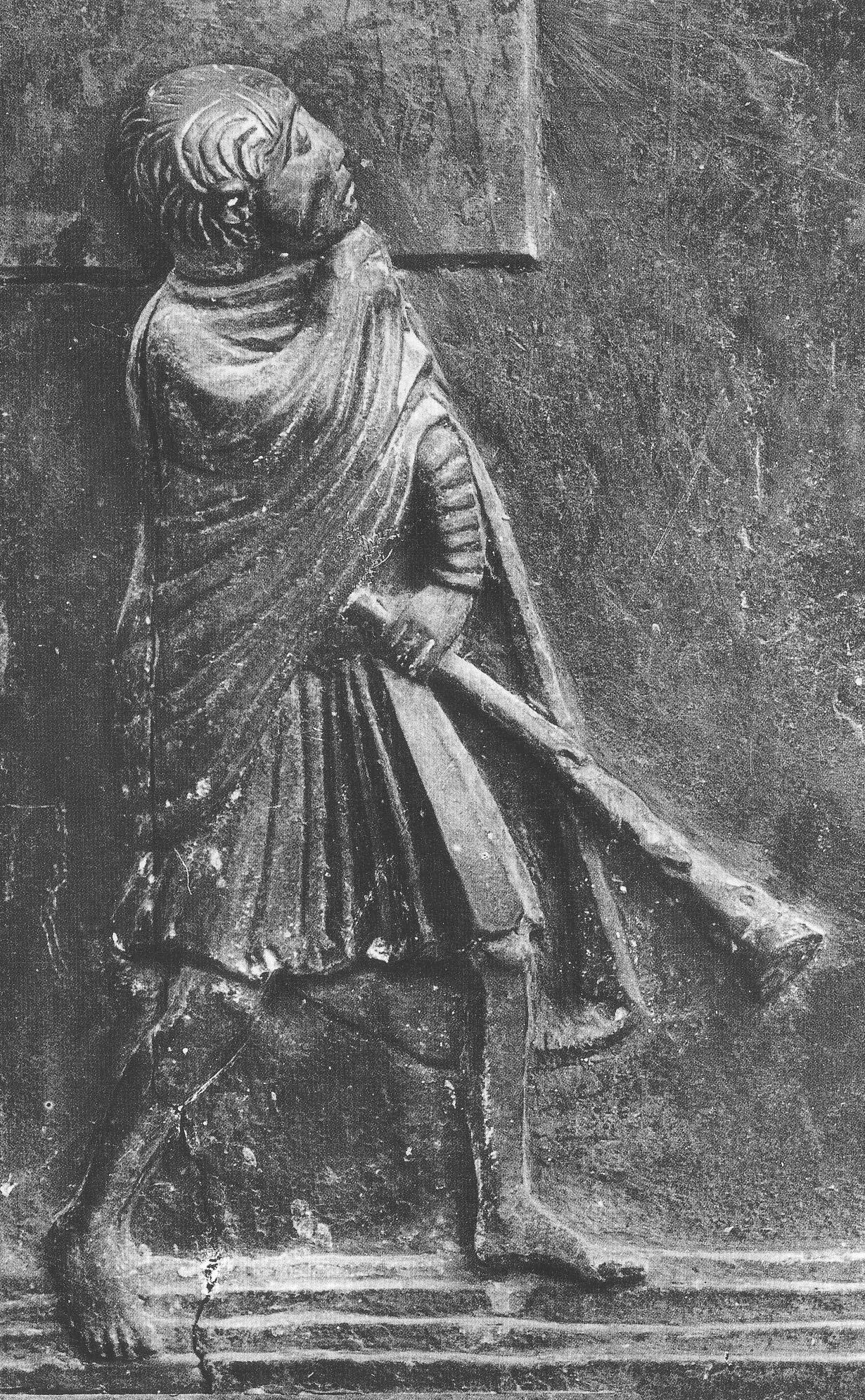
Caino
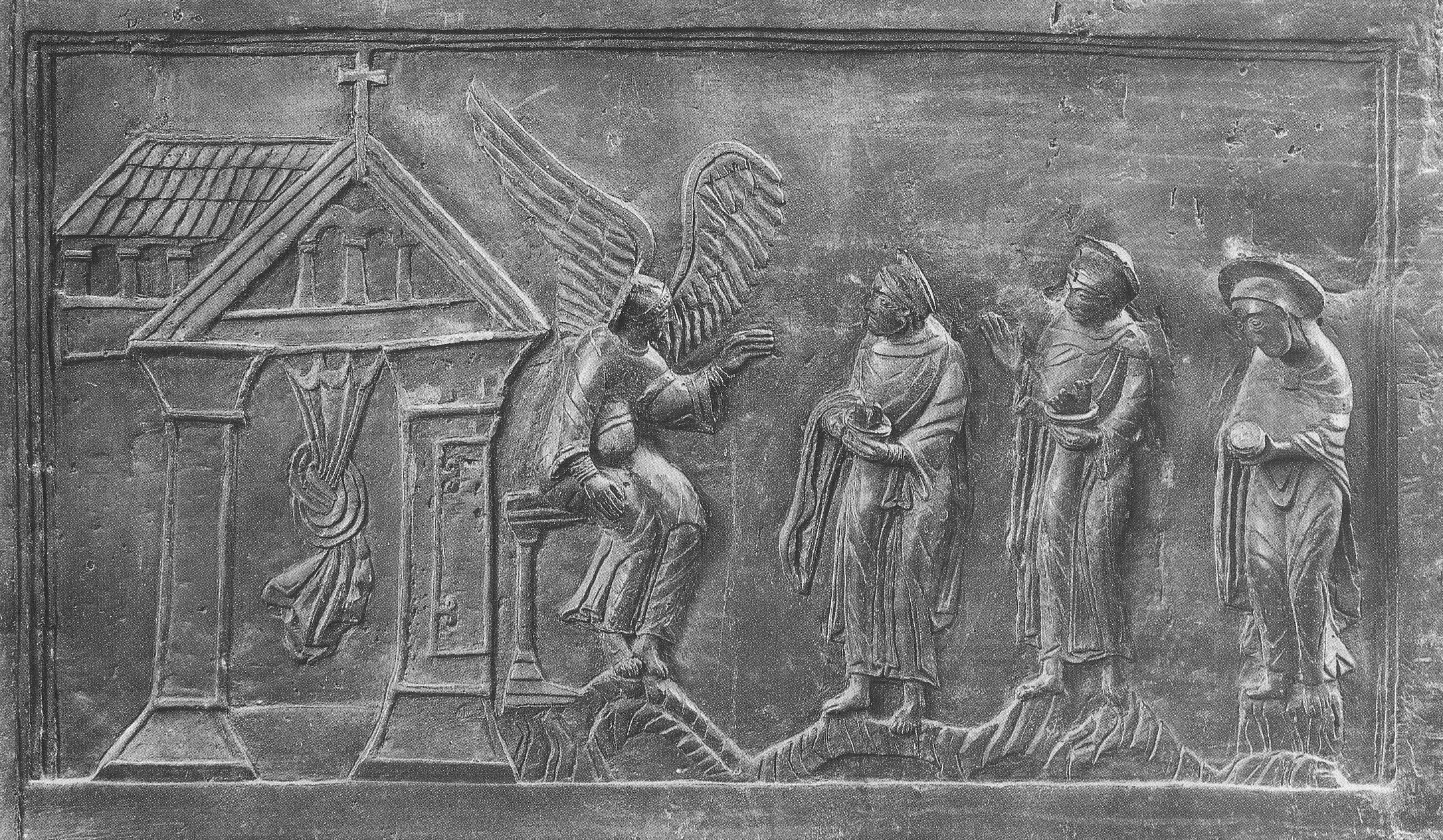
Le donne al sepolcro
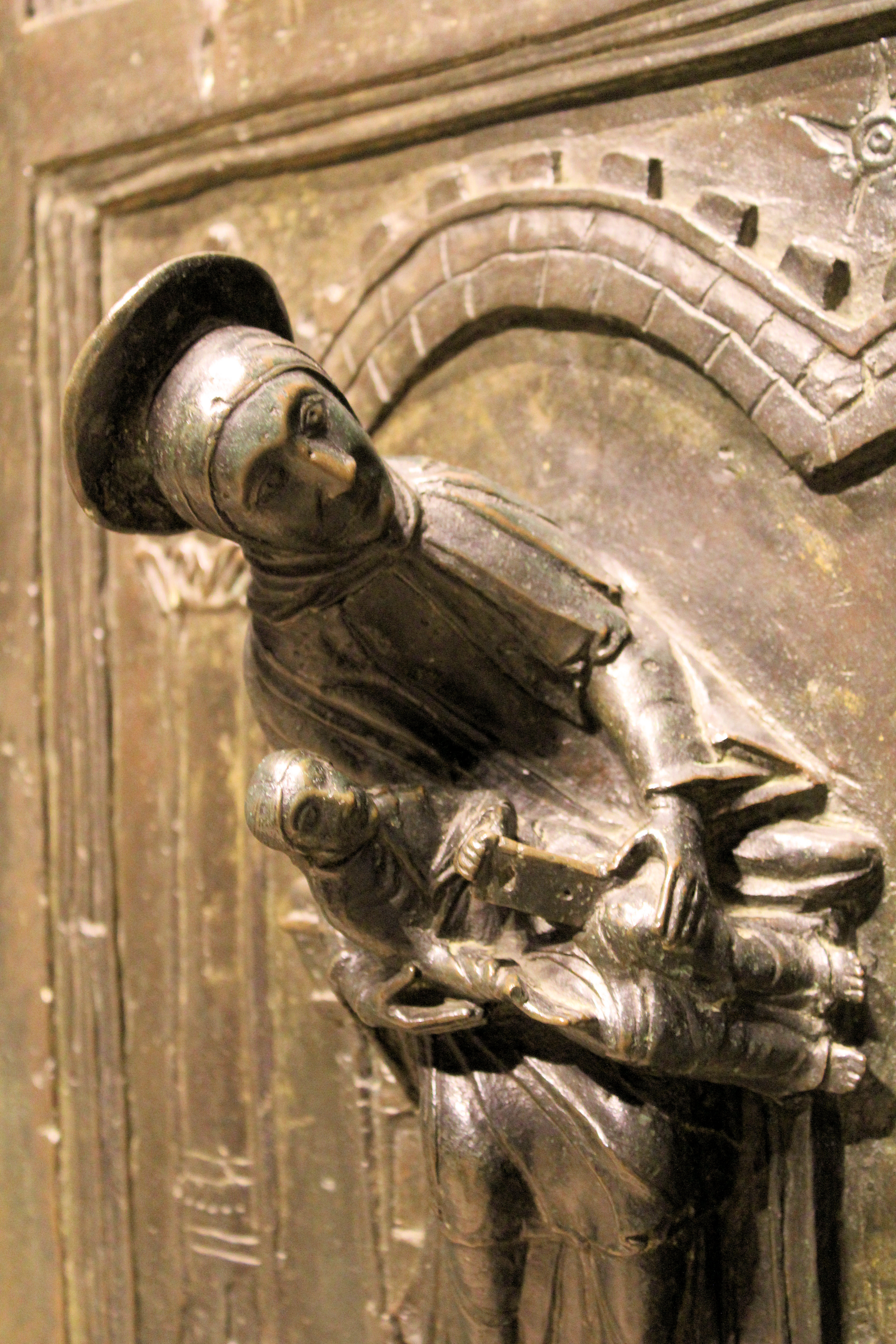
Madonna col bambino
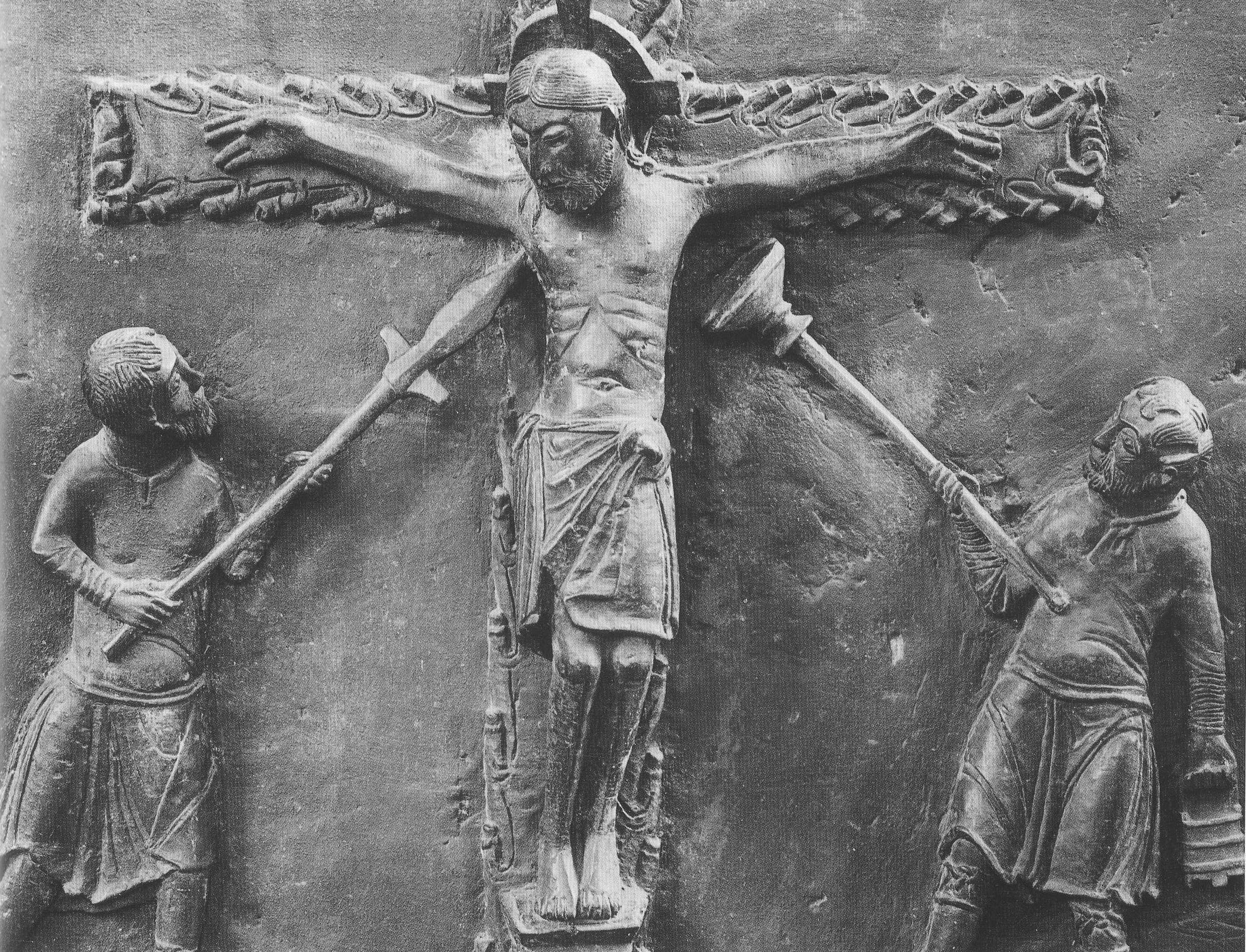
Crocifissione
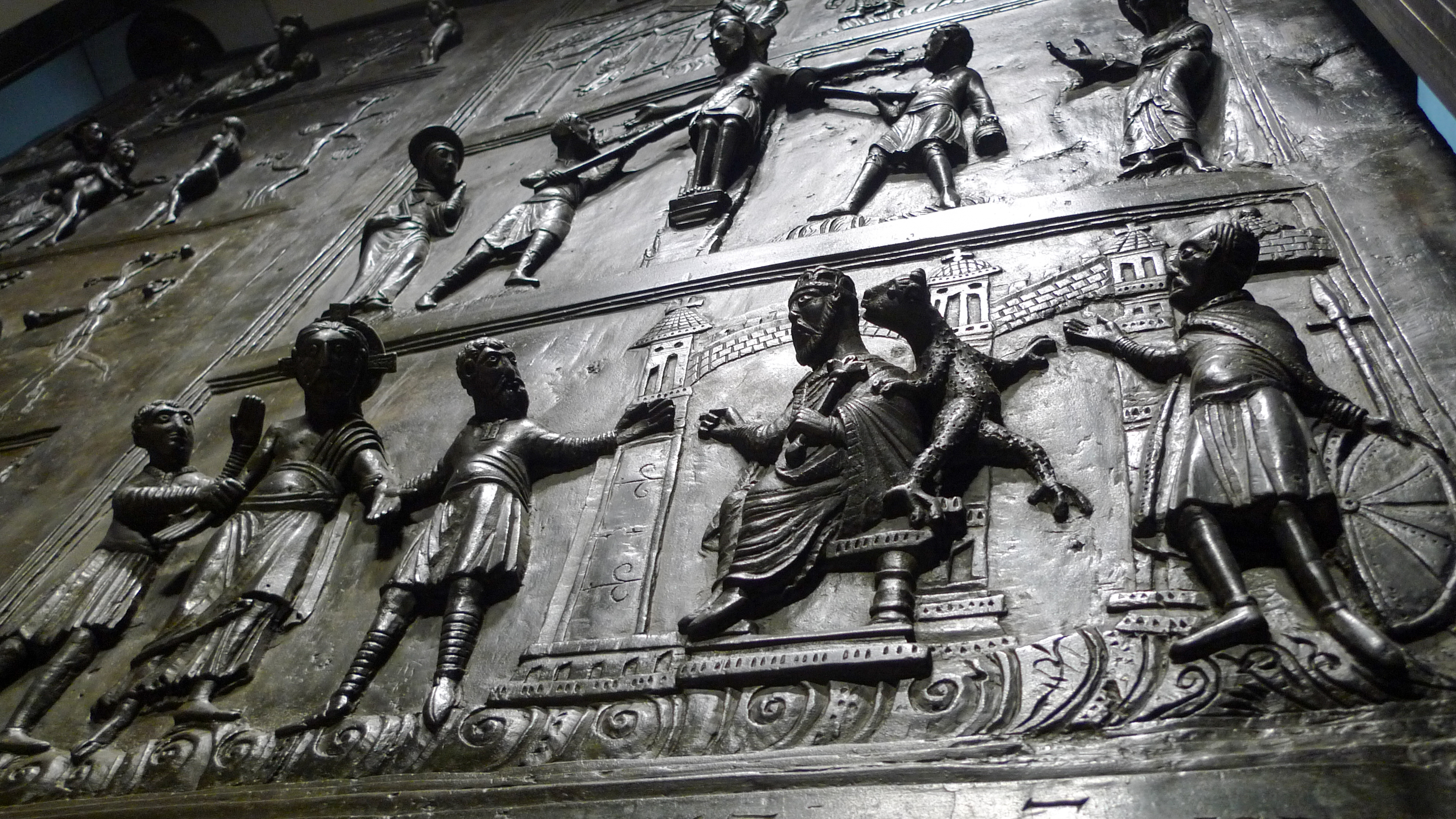
Vista dal basso, in cui si apprezza la progressiva sporgenza delle figure scolpite
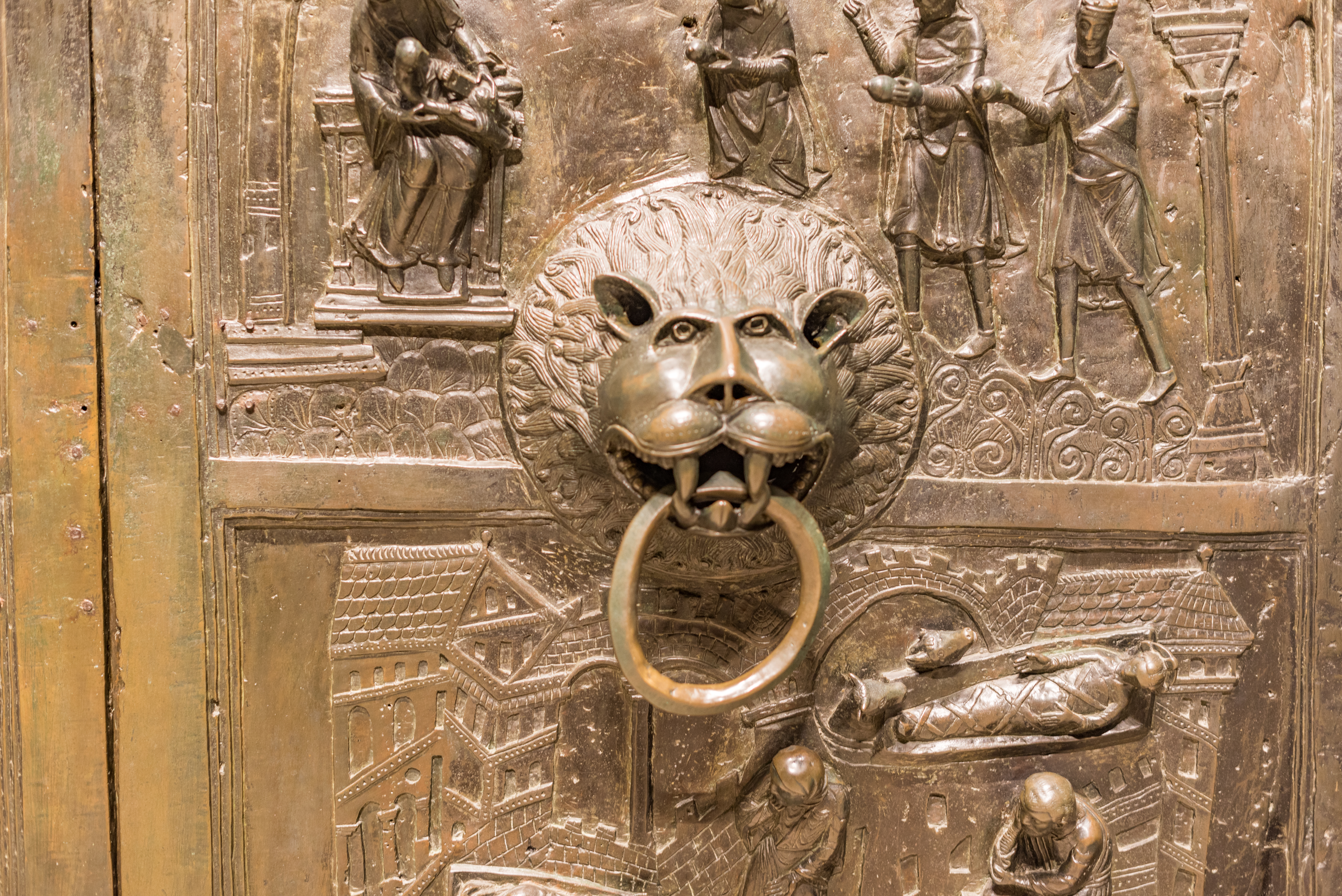
Maniglione